# 망자의 날

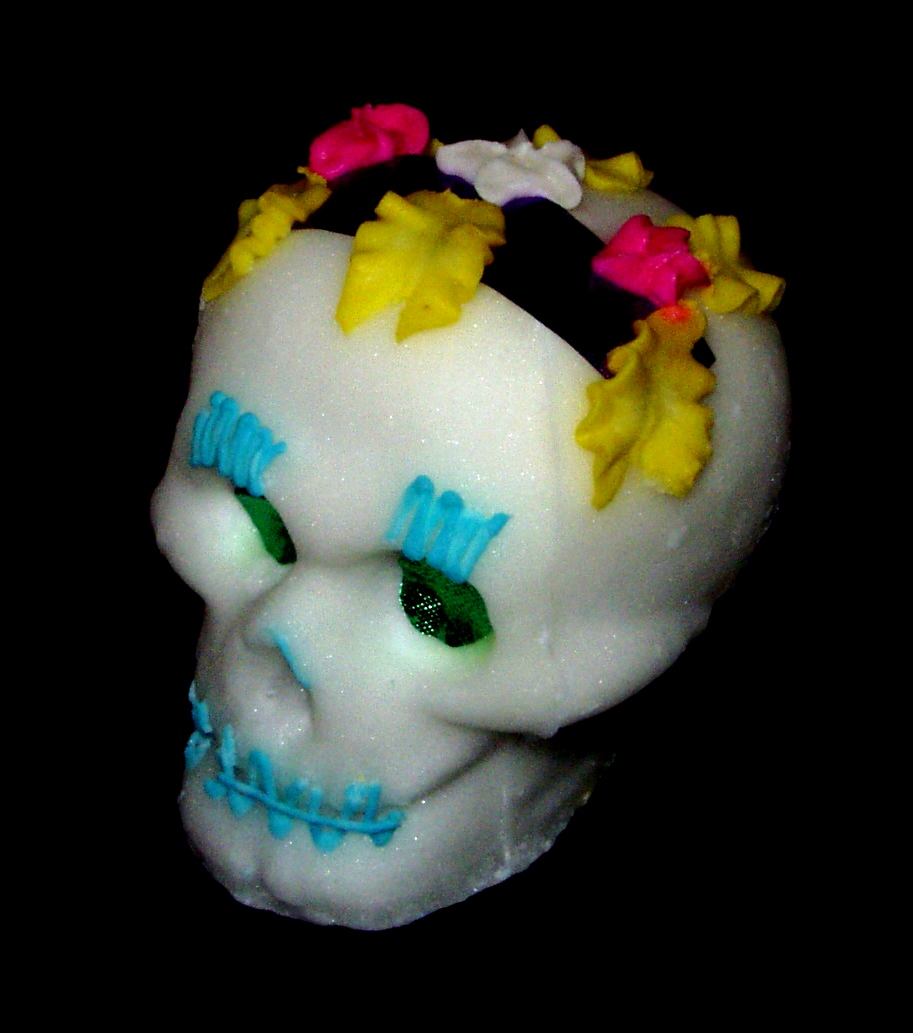
망자의 날에 등장하는 설탕으로 만든 해골

망자의 날(디아 데 무에르토스, 스페인어: Día de Muertos)은 죽은 자들의 날이라고도 불리는 멕시코의 기념일로, 멕시코인과 미국 및 캐나다에 거주하는 멕시코계 주민들에 의하여 치러지는 행사이다. 망자의 날에는 죽은 친지나 친구를 기억하면서 명복을 빈다. 망자의 날은 11월 첫 번째 날과 두 번째 날이며, 가톨릭교회의 기념일인 모든 성인 대축일(All Saint's day)및 위령의 날과 연관되어 있다. 이 날에는 설탕이나 초콜릿, 아마란스 등으로 해골모형을 만들고 이를 제단에 놓아, 죽은 이의 명복을 빈다. 멕시코계 주민이 있는 곳에는 매우 성대한 행사이며, 아메리카 외에도 호주, 뉴질랜드 등에도 퍼져 있다. 학자들은 망자의 날의 행사의 면면을 들어 아즈텍인들이 죽음의 여신 믹테카키후아틀에게 바친 제의에서 그 유래를 찾고 있다.
영화 《코코》가 망자의 날을 배경으로 한 작품이다.

## 같이 보기
- 죽음의 무도
- 청명절 (중국)
- 서우인
- 산타 무에르테
- 조상숭배
- 발푸르기스의 밤